# 블랙 뷰티 (2020년 영화)
《블랙 뷰티》(영어: Black Beauty)는 2020년 공개된 미국의 모험 가족 드라마 영화이다. 애슐리 에이비스가 감독과 각본을 맡았으며, 애나 슈얼의 동명 소설이 영화 원작이다. 케이트 윈즐릿이 야생마 '블랙 뷰티'의 목소리를 맡았으며, 매켄지 포이, 클레어 폴라니, 이언 글렌 등이 실물 출연하였다.

## 줄거리
유타주 오나키산에서 태어나 자유롭게 살던 머스탱이 카우보이들에게 붙잡혀 어머니와 영영 헤어지게 된다. 조교사 존에게 팔린 머스탱은 존을 좋아하게 되지만 존의 말을 따르지는 않는다.
어느 날 존의 여형제와 그 남편이 교통 사고로 동시에 사망하면서 존은 조카 조를 거두게 된다. 조는 이 까다로운 머스탱에게 반하고, 머스탱은 자신과 비슷한 아픔을 겪은 조에게 동질감을 느낀다. 조는 이 머스탱에게 블랙 뷰티라는 이름을 지어준다.
이후 조와 블랙 뷰티는 다양한 도전과 모험이 뒤따르는 삶의 굴곡을 겪어나간다.

## 출연
- 케이트 윈즐릿 - 블랙 뷰티 역 (목소리 출연)
- 매켄지 포이 - 조 그린 역
- 이언 글렌 - 존 맨리 역
- 캘럼 린치 - 조지 윈소프 역
- 클레어 폴라니 - 윈소프 부인 역
- 펀 디컨 - 조지나 윈소프 역
- 하킴 케이캐짐 - 테리 역
- 맥스 라파이엘 - 제임스 역
- 맷 리피 - 헨리 고든 역
- 아비아나 에이브러햄스 - 애나 역
- 루크 타일러 - 그랜트 역